# Neoxyloctonus
Neoxyloctonus är ett släkte av skalbaggar. Neoxyloctonus ingår i familjen vivlar.
Kladogram enligt Catalogue of Life:
| Neoxyloctonus | \| \| Neoxyloctonus philippinensis \| \| \| \| \| \| Neoxyloctonus pusillus \| \| \| \| |
|               | \| \| Neoxyloctonus philippinensis \| \| \| \| \| \| Neoxyloctonus pusillus \| \| \| \| |
|               | Neoxyloctonus philippinensis                                                            |
|               |                                                                                         |
|               | Neoxyloctonus pusillus                                                                  |
|               |                                                                                         |